# Sandro Bazadze
Sandro Bazadze (en georgiano: სანდრო ბაზაძე, Tiflis, 29 de julio de 1993) es un deportista georgiano que compite en esgrima, especialista en la modalidad de sable.
Ganó tres medallas en el Campeonato Mundial de Esgrima entre los años 2022 y 2025, y cinco medallas en el Campeonato Europeo de Esgrima, entre los años 2017 y 2023.
En los Juegos Europeos de Cracovia 2023 consiguió una medalla de oro en la prueba individual. Participó en tres Juegos Olímpicos de Verano, entre los años 2016 y 2024, ocupando el cuarto lugar en Tokio 2020, en la prueba individual.

## Palmarés internacional
| Campeonato Mundial | Campeonato Mundial    | Campeonato Mundial | Campeonato Mundial |
| Año                | Lugar                 | Medalla            | Prueba             |
| ------------------ | --------------------- | ------------------ | ------------------ |
| 2022               | El Cairo (Egipto)     | Medalla de bronce  | Sable individual   |
| 2023               | Milán (Italia)        | Medalla de plata   | Sable individual   |
| 2025               | Tiflis (Georgia)      | Medalla de oro     | Sable individual   |
| Juegos Europeos    |                       |                    |                    |
| Año                | Lugar                 | Medalla            | Prueba             |
| 2023               | Cracovia (Polonia)    | Medalla de oro     | Sable individual   |
| Campeonato Europeo |                       |                    |                    |
| Año                | Lugar                 | Medalla            | Prueba             |
| 2017               | Tiflis (Georgia)      | Medalla de bronce  | Sable individual   |
| 2018               | Novi Sad (Serbia)     | Medalla de bronce  | Sable individual   |
| 2019               | Düsseldorf (Alemania) | Medalla de bronce  | Sable individual   |
| 2022               | Antalya (Turquía)     | Medalla de oro     | Sable individual   |
| 2023               | Plovdiv (Bulgaria)    | Medalla de oro     | Sable individual   |